# Anastazy (antypapież)
Anastazy Bibliotekarz, Anastazy III (ur. ok. 810, zm. ok. 879) – antypapież w okresie od sierpnia do września 855 roku.

## Życiorys
Był kuzynem biskupa Orte Arseniusza. W 847 roku został mianowany kardynałem-prezbiterem, przez papieża Leona IV. Skonfliktowany z papieżem, zyskał poparcie u cesarza Ludwika II, a większość czasu spędzał w Akwilei, odmawiając powrotu. Został więc ekskomunikowany (850), a potem dwukrotnie obłożony anatemą (853).
Po śmierci papieża Leona IV, ale przed intronizacją Benedykta III, stronnictwo cesarskie osadziło na tronie papieskim Anastazego. Zajął siłą Lateran, a także uwięził i torturował Benedykta III. Jednak w wyniku dezaprobaty ludu rzymskiego i niechęci kleru, po dwóch dniach zmuszony był ustąpić. W wyniku pojednania z prawowitym papieżem Benedyktem, odstąpiono od represji wobec Anastazego – został jedynie sprowadzony do stanu świeckiego i umieszczony w klasztorze.
W latach pontyfikatu Mikołaja I, Anastazy został opatem klasztoru Santa Maria in Trastevere, a w 14 grudnia 867 zdjęto z niego kary kościelne. Hadrian II mianował go bibliotekarzem i kanclerzem Kościoła rzymskiego; funkcje te pełnił do śmierci.
W 868 r. został powtórnie ekskomunikowany z powodu oskarżeń o współudział w zbrodni swego przyrodniego brata Eleuteriusza, który zgwałcił i zamordował córkę Hadriana II, a potem zamordował także jej matkę. Anastazego oczyszczono jednak z zarzutów i był później delegatem Stolicy Apostolskiej na Sobór konstantynopolitański IV.
Niekiedy jest uważany za jednego ze współautorów Liber Pontificalis.